# Fustuari
Fustuari (en llatí fustuarium, en grec antic ξυλοκοπία) anomenat també fusti percutere, era una pena capital, infligida als soldats romans pels delictes militars més greus, segons diu Polibi.
Quan un soldat era condemnat el tribú militar el tocava lleugerament amb un bastó, i el soldats de la legió es tiraven damunt d'ell amb pals i pedres i el mataven generalment al mateix lloc. Si podia fugir, perquè se'l deixava escapar, no podia retornar al seu país natal i cap dels seus parents el podia rebre a casa seva. Aquest càstig es va aplicar durant tota l'època romana, tant a la República com a l'Imperi. S'aplicava en cas de deserció, de covardia o per abandonar les insígnies, segons Titus Livi, Ciceró i Tàcit, i també per altres negligències, com ara no passar les consignes, que podien posar amb perill la seguretat de l'exèrcit, segons Polibi. Domici Calví quan era procònsol a Hispània l'any 39 aC va aplicar aquest càstig a un primipilus, cosa inusual i que sembla que retornava a la severitat de l'edat antiga, segons diu Vel·lei Patercul.
Aquest càstig era diferent de la vitis, el bastó d'autoritat d'un centurió, que l'usava castigant els caps i les espatlles dels soldats per mantenir la disciplina entre les tropes. Diferent també del fustuarium era l'animadversio fustium, un càstig corporal infligit sota l'Imperi als homes lliures, però només als de categoria inferior.